# Ковалёв, Сергей Павлович
Ковалёв Сергей Павлович (24.9.1901 г. — 15.1.1988 г.) — советский военный лётчик и военачальник, участник Гражданской и Великой Отечественной войн, командир 4-го гвардейского Гомельского авиационного корпуса дальнего действия во время Великой Отечественной войны, генерал-майор авиации.

## Биография
Ковалёв Сергей Павлович родился 24 сентября 1901 года в Астрахани. Русский. В РККА с 1919 года. Член ВКП(б) с 1919 года.

### Образование
- Егорьевская военно-теоретическая школа Красного Воздушного флота[2] (1921)
- Школа летнабов в Петрограде[2] (1922)
- 1-я военная школа лётчиков имени А. Ф. Мясникова[2] (1922)
- Харьковские высшие повторные курсы старшего комсостава РККА[2] (1924)
- Военная школа спецслужб ВВС РККА[2] (1926)
- КУНС при Военно-воздушной академии им. профессора Н. Е. Жуковского[2] (1932)
- особая группа (факультет авиационного вооружения) Военно-воздушной академии им. профессора Н. Е. Жуковского[2] (1938)
- ВАК при Высшей военной академии им. К. Е. Ворошилова (присвоено право окончившего)[2] (1952)

### До войны
В Гражданской войне участвовал с августа 1919 года красноармейцем воздухоплавательного отряда 11-й армии Царицынского фронта, а с весны 1920 года в авиации 9-й армии Южного фронта. Воевал против антисоветских вооруженных формирований на Северном Кавказе.
С конца 1920 года приступил к теоретическому обучению в Егорьевской военно-теоретической школе ВВС РККА, затем с конца лета 1921 года в 1-й военной школе летчиков, продолжил обучение в Ленинградской школе летнабов. С февраля 1923 года проходил службу на летных должностях на Украине и в Крыму. Окончив в феврале 1932 года КУНС при Военно-воздушной академии им. профессора Н. Е. Жуковского назначен инспектором по вооружению Управления ВВС РККА. Занимался системами вооружения авиации. С 1938 года проходил службу в Военно-воздушной академии им. проф. Н. Е. Жуковского в качестве начальника учебной части факультета авиационных штурманов, затем с 1940 года — преподавателя кафедры огневой подготовки Военной академии командного и штурманского состава ВВС Красной Армии, далее — начальника огневой подготовки и начальника цикла 1-й Рязанской высшей школы штурманов.

### Участие в Великой Отечественной войне
С началом Великой Отечественной войны Ковалёв Сергей Павлович назначен начальником штаба 1-го дальнеразведывательного авиационного полка резерва ВГК, созданного на базе 1-й Рязанской высшей школы штурманов. Далее занимал последовательно должность начальника штаба: 139-й авиационной дивизии, ВВС 4-й армии, 1-й ударной авиационной группы , 222-й бомбардировочной авиационной дивизии ДД (преобразована в 4-ю гвардейскую авиационную дивизию дальнего действия), 4-го гвардейского авиационного корпуса дальнего действия, 4-го гвардейского бомбардировочного авиационного корпуса.
В период с 3 июля 1943 года по 25 апреля 1944 года исполнял обязанности командира 4-го гвардейского авиационного корпуса дальнего действия. Штаб корпуса под руководством полковника Ковалёва С. П. планировал и принимал непосредственное участие в операциях:
- Курская битва — с 5 июля 1943 года по 23 августа 1943 года
- Смоленская операция — с 7 августа 1943 года по 2 октября 1943 года
- Белгородско-Харьковская операция[3] — с 3 августа 1943 года по 23 августа 1943 года
- Духовщинско-Демидовская операция — с 13 августа 1943 года по 2 октября 1943 года.
- Гомельско-Речицкая операция — с 10 ноября 1943 года по 30 ноября 1943 года.
- Крымская операция — с 8 апреля 1944 года по 12 мая 1944 года
- Воздушная операция против Финляндии — с 6 февраля 1944 года по 27 февраля 1944 года.
- Львовско-Сандомирская операция — с 13 июля 1944 года по 29 августа 1944 года.
- Ясско-Кишиневская операция — с 20 августа 1944 года по 29 августа 1944 года
- Нижне-Силезская операция[2] — с 8 февраля 1945 года по 24 февраля 1945 года
- Восточно-Померанская операция[2] — с 20 февраля 1945 года по 4 апреля 1945 года
- Венская операция[2] — с 16 марта 1945 года по 15 апреля 1945 года
- Берлинская операция[2] — с 16 апреля 1945 года по 8 мая 1945 года

За отличие в боях по освобождению города Гомель корпусу под руководством полковника Ковалёва С. П. присвоено почетное наименование «Гомельский».

### После войны
После войны С. П. Ковалёв в прежней должности — начальник штаба 4-го гвардейского бомбардировочного авиационного корпуса. С августа 1946 года продолжал службу в должности начальника штаба 2-й Воздушной армии Дальней авиации, а апреля 1948 года — — старший преподаватель стратегической авиации авиационного факультета Высшей военной академии им. К. Е. Ворошилова, в декабре 1952 г. ему было присвоено право окончившего эту академию. С июля 1954 г. в отставке.
Умер 15 января 1988 года. Похоронен на Ваганьковском кладбище.

### Воинские звания
- Генерал-майор авиации — 17 августа 1944 года

## Награды
- орден Ленина (21.02.1945 г.)
- орден Красного Знамени[6] (24.02.1942 г.)
- орден Красного Знамени (03.1942 г.)
- орден Красного Знамени (03.11.1944 г.)
- орден Суворова 2 степени (18.09.1943 г.)
- орден Кутузова 2 степени[7] (18.08.1945 г,)
- орден Александра Невского[1] (10.04.1943 г.)
- орден Отечественной войны 1 степени (06.09.1985 г.)

медали в том числе:
- - «XX лет Рабоче-Крестьянской Красной Армии» (1938);
  - «За оборону Ленинграда»;
  - «За оборону Кавказа»;
  - «За победу над Германией в Великой Отечественной войне 1941—1945 гг.»
  - «За взятие Вены»;
  - «За взятие Берлина»;
  - «Ветеран Вооружённых Сил СССР»
- знак «50 лет пребывания в КПСС»